# Przystań Sportów Wodnych w Gorzowie Wielkopolskim
Przystań Sportów Wodnych w Gorzowie Wielkopolskim, Przystań Wioślarska ZWKF – obiekt sportowy i rekreacyjny na Warcie, leżący na lewobrzeżnej części Gorzowa Wielkopolskiego w dzielnicy Zawarcie. Znajduje się na trasie międzynarodowej drogi wodnej E70.
Budowa obiektu rozpoczęła się w 2008 roku, a zakończyła w czwartym kwartale 2009 roku. Przystań oddano do użytku w lutym 2010 roku. Obiektem od 2014 roku – po przekazaniu go przez AWF w Poznaniu, zarządza Ośrodek Sportu i Rekreacji w Gorzowie Wielkopolskim. 
Budynek posiada bazę noclegową, salę konferencyjno-dydaktyczną oraz bazę sportową umożliwiającą organizacje regat, treningów, a także szkoleń adeptów sekcji kajakarstwa i wioślarstwa gorzowskiego AZS-AWF.